# Vasilij Maksimovič Maksimov
Vasilij Maksimovič Maksimov (Lopina, 29 gennaio 1844 – 1º dicembre 1911) è stato un pittore russo.

## Biografia

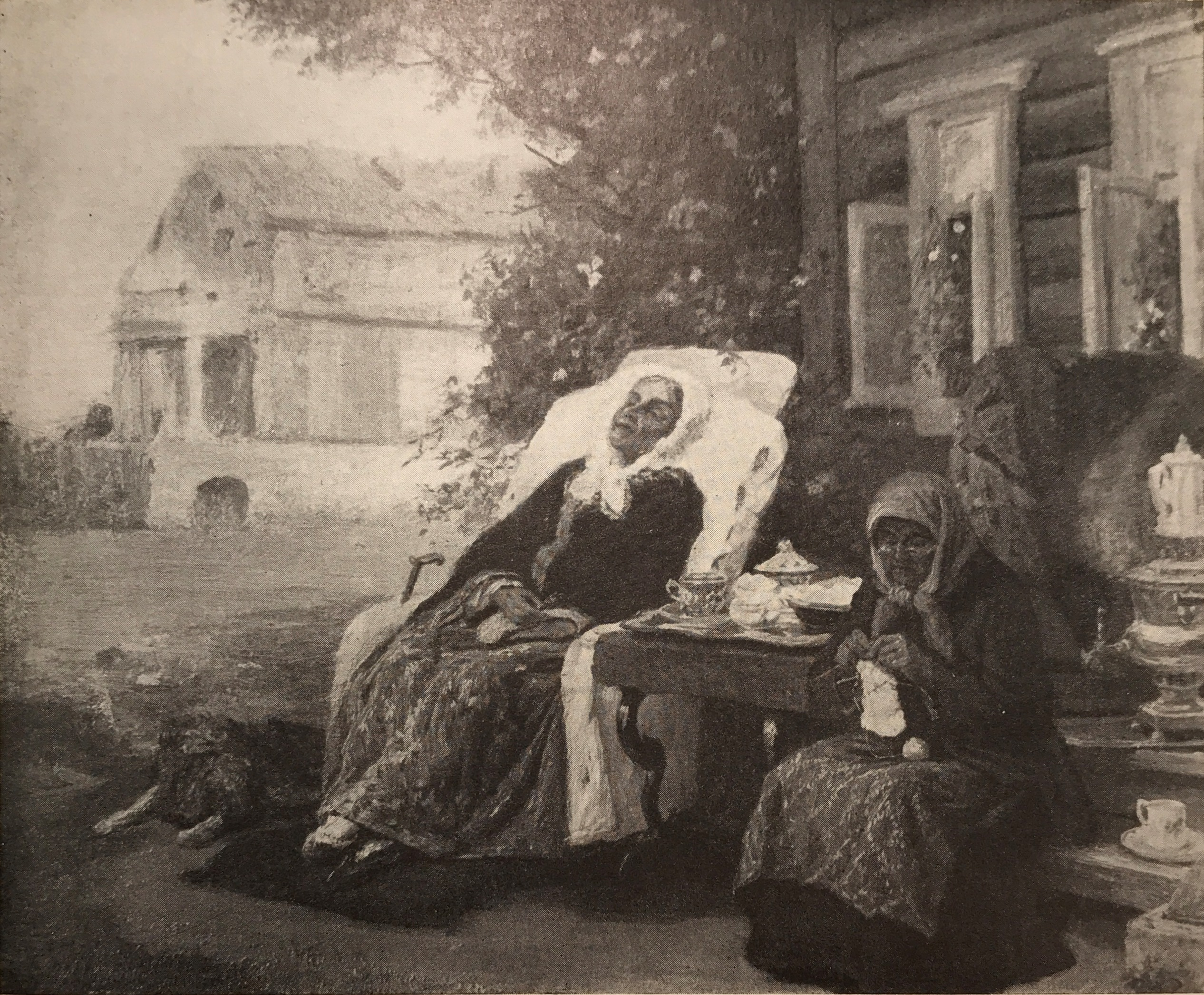
Tutto nel passato, 1889

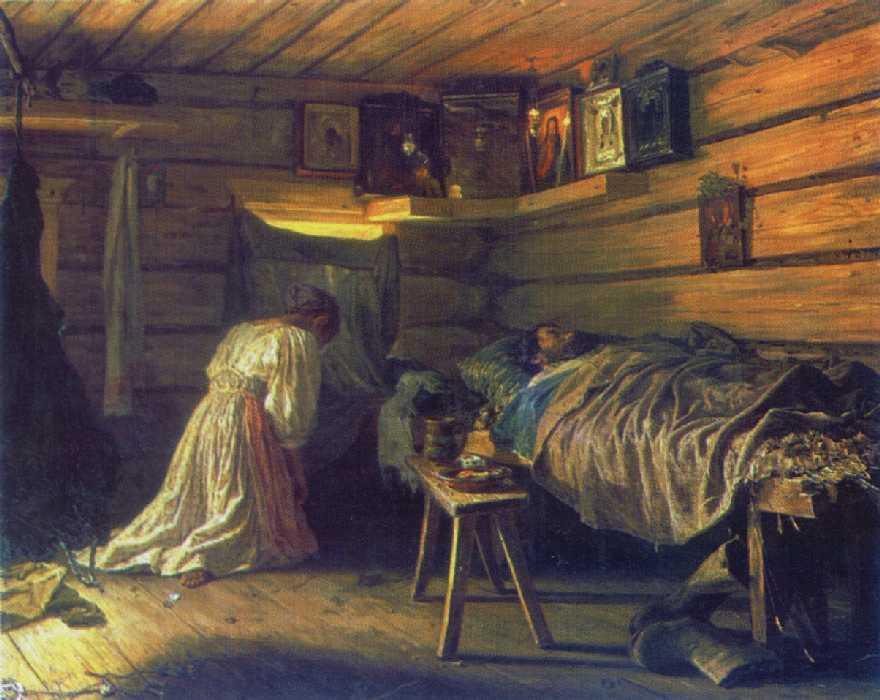
Il marito malato, 1881, Galleria Tret'jakov

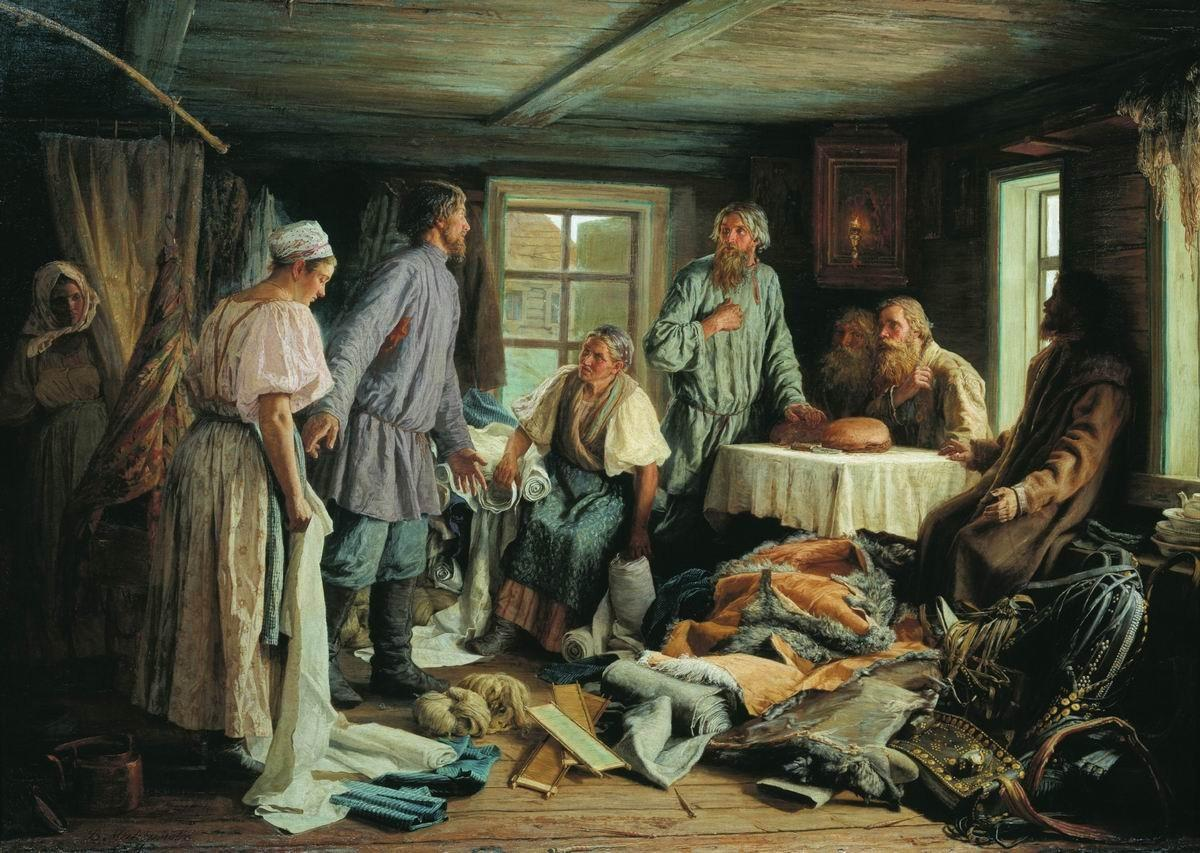
Sezione famiglia, 1876, Galleria Tret'jakov

Vasilij Maksimovič Maksimov nacque a Lopina, un villaggio vicino a Novaja Ladoga, in una famiglia di contadini.
Orfano già in tenera età, nel 1855 si trasferì a San Pietroburgo per frequentare il laboratorio di pittura di icone dove iniziò a formarsi artisticamente.
Nel 1863 Maksimov entrò nell'Accademia russa di belle arti di San Pietroburgo e l'anno seguente realizzò l'opera Bambino malato (1864), con cui vinse la medaglia d'oro dell'Accademia,ma si rifiutò di andare all'estero per proseguire gli studi.
Dopo la laurea ottenuta all'Accademia nel 1866, si trasferì in provincia di Tver' nel villaggio di Shubino, viaggiando lungo il Volga, trovando numerose fonti di ispirazione per le sue opere, tra le quali ricordiamo Racconti della nonna del 1867.
Nel 1872 Maksimov entrò nel gruppo di artisti realisti russi denominato Peredvižniki (gli Ambulanti), con i quali espose le sue opere nelle mostre itineranti, tra le quali L'arrivo dello stregone alle nozze contadine (1875), Il marito malato (1881) e Tutto nel passato (1889), Mosca, Galleria Tret'jakov).Il pittore Il'ja Efimovič Repin lo descrisse come  «la pietra più indeformabile nella fondazione di Peredvižniki».
Nell'opera Il marito malato, Maksimov dipinse una scena contadina di povertà, raffigurando un ritratto commovente della moglie inginocchiata intenta a pregare per la guarigione del marito, che riposa nel letto, sopra il quale risaltano una serie di icone appese al muro e soprattutto un raggio di luce sul muro, che simboleggia la speranza per la guarigione.
Nella Sezione famiglia (1876, Galleria Tret'jakov), Maksimov evidenziò gli aspetti della vita patriarcale, illustrando la divisione della proprietà tra i due fratelli, che esprimono avarizia e avidità, da un lato, e vulnerabilità e umiltà, dall'altro.
Tra le altre sue opere più famose si può menzionare Famiglia rurale del 1876, esposta nella Galleria Tret'jakov.
Proseguì a dipingere quadri di genere ispirati soprattutto dalle scene di vita contadina, fino a che la povertà e la malattia lo hanno condotto alla morte, il 1º dicembre 1911.

## Opere principali
- Bambino malato, 1864, Galleria Tret'jakov;
- Racconti della nonna, 1867, Galleria Tret'jakov;
- L'arrivo dello stregone alle nozze contadine, 1875, Galleria Tret'jakov;
- Sezione famiglia, 1876, Galleria Tret'jakov;
- Famiglia rurale, 1876, Galleria Tret'jakov;
- Il marito malato, 1881, Galleria Tret'jakov;
- Tutto nel passato, 1889, Galleria Tret'jakov.